# Good Boys
Good Boys (bra: Bons Meninos; prt: Tudo Bons Meninos) é um filme americano de comédia e aventura que estreiou em 2019, foi dirigido por Gene Stupnitsky, em sua estréia como diretor e escrito por Stupnitsky e Lee Eisenberg . O filme é estrelado por Jacob Tremblay, Keith Williams e Brady Noon como três alunos da sexta série que se envolvem em uma série de desventuras enquanto tentam participar de uma festa organizada por seus colegas populares. Seth Rogen e Evan Goldberg atuam como produtores com seu selo  Point Grey Pictures.

## Enredo
Os amigos Max (Jacob Tremblay) , Lucas (Keith L. Williams) e Thor (Brady Noon)  entram na sexta série enfrentando seus próprios dilemas pessoais: Max tem uma queda pela colega de sala Brixlee (Millie Davis) , Lucas descobre que seus pais estão se divorciando e Thor, depois de sofrer provocações dos seus colegas, desiste de seguir seu amor por cantar. Quando teve a oportunidade de beijar Brixlee em uma festa organizada pelo popular estudante Soren (Izaac Wang) , Max e seus amigos usam o drone caro do seu pai para espionar sua vizinha adolescente Hannah (Molly Gordon), na tentativa de aprender um como beijar de verdade. O plano dá errado e resulta na destruição do drone e Max, Lucas e Thor na posse do ecstasy de Hannah. Para evitar ficar de castigo, os três garotos matam aula para comprar um novo drone no shopping local, enquanto Hannah e a sua amiga Lily (Midori Francis) os perseguem.
Em meio a uma série de aventuras, Max, Lucas e Thor chegam ao shopping, mas descobrem que Hannah e Lily compraram o drone e só entregarão aos garotos em troca do ecstasy. Depois de entregar as drogas a um policial, os meninos conseguem mais ecstasy do ex-namorado de Hannah, Benji (Josh Caras), e trocam pelo drone. No entanto, Max não consegue enganar seu pai, ele descobre que ele usaram o drone e deixa Max de castigo. Surge uma discussão entre os amigos e os três seguem caminhos separados, mesmo Max assumindo a culpa pelo que aconteceu para impedir Lucas e Thor de terem problemas. Quando Lucas fala com seus pais sobre o potencial fim de suas amizades, eles sugerem que ele, Max e Thor estão apenas crescendo.
Naquela noite, Lucas convence Max a fugir para ir a festa, enganando Max e Thor para se encontrarem novamente no processo. Max consegue beijar Brixlee, enquanto Lucas e Thor reencontram Hannah e Lily, que descobrem ser irmã de Soren, ela incentiva Thor a  perseguir sua paixão por cantar. Nas semanas seguintes, Thor consegue o papel de Stacee Jaxx na produção da escola de Rock of Ages, Lucas se junta ao grupo anti-bullying da escola e, após seu relacionamentos com Brixlee e sua amiga Taylor terminarem em desgosto, Max começa a namorar sua outra colega de classe, Scout (Zoriah Wong). Depois da apresentação do musical da escola, Max, Lucas e Thor se reconciliam e prometem permanecer na vida um do outro.

## Elenco
- Jacob Tremblay como Max
- Keith L. Williams como Lucas
- Brady Noon como Thor
- Molly Gordon como Hannah
- Midori Francis como Lilly
- Izaac Wang como Soren
- Millie Davis como Brixlee
- Josh Caras como Benji
- Will Forte como Pai do Max[8]
- Mariessa Portelance como mãe do Max
- Lil Rel Howery como pai do Lucas
- Retta como mãe do Lucas[9]
- Michaela Watkins como vendedora
- Christian Darrel Scott como Marcus
- Macie Juiles como Taylor
- Chance Hurtsfield como Atticus
- Enid-Raye Adams como mãe do Thor
- Sam Richardson como Policial Sacks
- Benita Ha como Mãe do Soren
- Alexander Calvert como Daniel
- Lina Renna como Annabelle
- Zoriah Wong como Scout
- Lee Eisenberg como Leigh Eisenberg
- Stephen Merchant como Claude

## Produção
Em 16 de agosto de 2017, foi anunciado que a Point Grey Pictures e Good Universe de Seth Rogen produziriam um filme de comédia dos escritores Lee Eisenberg e Gene Stupnitsky, que também estreariam na direção. O filme foi produzido por Seth Rogen, Evan Goldberg, James Weaver, Nathan Kahane e Joe Drake . Em março de 2018, Jacob Tremblay foi escalado para o filme, intitulado Good Boys, ao qual a Universal Pictures comprou os direitos de distribuição.
O filme foi filmado em Vancouver e Stupnitsky levou crédito como único diretor.

### Controvérsia
A controvérsia sobre o making of do filme surgiu quando TMZ vazou fotos do substituto de Keith L. William em blackface. Tanto Williams quanto seu substituto são afro-americanos, mas o dublê tem pele clara. Rogen pediu desculpas pela controvérsia.

### Lançamento
O filme teve sua estreia mundial no festival South by Southwest  em 11 de março de 2019 e foi lançado nos Estados Unidos em 16 de agosto de 2019 pela Universal Pictures . O filme recebeu majoritariamente críticas positivas e ainda não tem data de estreia para o Brasil.

## Recepção

### Bilheteria
Até 26 de agosto de 2019, O Good Boys faturou US$ 43,1 milhões nos Estados Unidos e Canadá e US$ 7 milhões em outros territórios, totalizando US$ 50,1 milhões em todo o mundo.
Nos Estados Unidos e no Canadá, o Good Boys foi projetado para arrecadar US$ 12 a 15 milhões de 3.204 cinemas em seu fim de semana de estreia. A empresa faturou US$ 8,3 milhões em seu primeiro dia, incluindo US$ 2,1 milhões na pré-estreia de quinta à noite. Ele superou o desempenho e foi estreiou com US$ 21 milhões, tornando-se a primeira comédia +18 desde The Boss (abril de 2016) a terminar em primeiro lugar nas bilheterias. O filme caiu 45% em seu segundo final de semana para US$ 11,6 milhões, terminando em segundo lugar atrás do estreante  Invasão ao Serviço Secreto .

### Resposta da crítica
No Rotten Tomatoes, o filme possui uma classificação de aprovação de 78% com base em 183 críticas, com uma classificação média de 6,67/10. O consenso crítico do site diz: "Good Boys é minado por uma ânsia de se entregar repetidamente a um humor profano, mas seu elenco atraente e sua mensagem pensativa geralmente brilham". Metacritic coletou 44 avaliações e avaliou 27 como positivas, 14 como mistas e 3 como negativas; deu ao filme uma pontuação média ponderada de 60 em 100, indicando "críticas mistas ou médias". As audiências consultadas pelo CinemaScore deram ao filme uma nota média de "B +" na escala A + a F, enquanto as do PostTrak deram a ele uma pontuação geral positiva de 83% e uma recomendação definitiva de 61%.